# Ayroux
L'Ayroux, est une rivière française qui coule en région Occitanie, dans le département de Tarn-et-Garonne. C'est un affluent direct de la Garonne en rive gauche.

## Géographie
De 26,1 km de longueur, il prend sa source sur la commune de Montgaillard et se jette dans la Garonne en rive gauche sur la commune d'Auvillar en Tarn-et-Garonne.

### Département et communes traversés
- Tarn-et-Garonne : Montgaillard, Lavit, Puygaillard-de-Lomagne, Castéra-Bouzet, Asques, Le Pin, Saint-Michel, Merles, Espalais, Auvillar.

## Principaux affluents
- Ruisseau Mano : 1,6 km
- Ruisseau Vedel : 1,5 km
- Ruisseau du Paradis : 6,2 km
- La Hage : 1,8 km
- Ruisseau d'Asques : 6 km
- La Salesse : 2 km
- Le Bourdon : 8,5 km
- Ruisseau de Cameson : 23,1 km